# Salacia sessiliflora
Salacia sessiliflora är en benvedsväxtart som beskrevs av Hand.-mazz. Salacia sessiliflora ingår i släktet Salacia och familjen Celastraceae. Inga underarter finns listade.